# Gérard van Caloen
Pour les articles homonymes, voir Caloen.
Joseph Marie Louis Victor van Caloen, en religion Dom Gérard van Caloen, né à Bruges (Belgique) le 12 mars 1853 et décédé à Antibes (France) le 16 janvier 1932, est un moine bénédictin de Maredsous, fondateur et supérieur de plusieurs abbayes, dont celle de 'Notre-Dame-de-Monserrat', au Brésil, dont il est abbé, en 1905, avec titre épiscopal de Phocée.

## Éléments de biographie
Entré comme moine bénédictin à l'abbaye de Maredsous et ordonné prêtre en 1876, il vit une grande activité de "bâtisseur" au Brésil de 1893 à 1908.
En 1896, il devint abbé de l'abbaye de Olinda et coadjuteur avec droit de succession à l'Abbé Général pour le Brésil. En 1905, il est nommé abbé de l'abbaye territoriale Notre-Dame-de-Montserrat à Rio et est ordonné évêque en 1906.
En 1908, il est élu à la tête de la Congrégation brésilienne de l'Ordre de Saint-Benoît. Par son ordination épiscopale, il pouvait exercer sa juridiction ecclésiastique sur la grande région de Rio Branco, qui avait été assignée zone de la mission bénédictine.
Il est ensuite fondateur et premier prieur de  l'abbaye Saint-André à Bruges, en Belgique.
À la retraite, en 1923, il vient en aide aux réfugies russes en ouvrant un dispensaire, une école, ainsi qu'un orphelinat avec une chapelle de rite byzantin placée sous l’autorité de l’évêque catholique de Nice.

## Écrits
- L'Ancienne collégiale de Xanten, Bulletin de la Gilde de Saint-Thomas et Saint-Luc, 1 (1863-69), p. 99-104.
- Les monuments funèbres en bas-relief à Tournai, Bulletin de la Gilde de Saint-Thomas et Saint-Luc, 1 (1863-69), p. 179-191.
- Quelques monuments funèbres à Furnes, à Ypres et à Clercken, Bulletin de la Gilde de Saint-Thomas et Saint-Luc, 2 (1871-73), p. 91-100.
- Nieuport, Bulletin de la Gilde de Saint-Thomas et Saint-Luc, 2 (1871-73), p. 145-153.
- Triumphe van het heilig kruise Christi Jesu, dat is de geschiedenis van de vier kruisreliquien die vereerd worden ofte eertijds vereerd wierden te Dordrecht in Holland, te Middelburg in Vlaanderen, in: Onze Lieve Vrouwe kerke te Brugge ende te Sinte-Kruis nevens Brugge, Bruges: Petyt, 1871.
- Au-delà des Monts. Voyage en Espagne, Paris-Bruxelles, 1881, 392 p.
- La communion des fidèles pendant la messe, Mémoire présenté au Congrès eucharistique de Liège, Liège: Lefort, 1883.
- Les bas-reliefs de Maredsous provenant de l'abbaye de Florennes, Annales de la Société archéologique de Namur, 16 (1884), p. 83-93.
- Le cimetière franc de Maredsous, Annales de la Société archéologique de Namur, 16 (1884), p. 133-144.
- Hastières-Notre-Dame ou Hastières-par-delà, Annales de la Société archéologique de Namur, 17 (1886), p. 1-22.
- Notes sur la crypte romane de Thynes et sur le projet de restauration de ce monument, Annales de la Société archéologique de Namur, 20 (1893), p. 1-8.
- La Question religieuse chez les Grecs, Revue bénédictine, 8 (1891), p. 117-129.
- La question religieuse d'Orient au Congrès de Malines de 1891, Revue bénédictine, 8 (1891), p. 538-557.
- Carnet d'un moine, Bruges-Lille, 1892.
- Rome et la Russie, Revue des Deux Mondes, 126 (1894), p. 873-881 et dans: Revue bénédictine, 12 (1894), p. 1-9.
- Dom Maur Wolter et les origines de la Congrégation de Beuron, Bruges-Lille.
- Son Excellence Monseigneur van Caloen. Lettres intimes à sa famille, Bruges, 1933.